# Le origini vol. 2
Le origini vol. 2 è un album che raccoglie brani di Lucio Battisti, pubblicato nel 1995.

## Il disco
Seguito del precedente Le origini del 1992, stavolta con i brani del periodo 1971-1974, in ordine non cronologico, corrispondente cioè agli interi album Il mio canto libero e Il nostro caro angelo, e altri brani tratti da Umanamente uomo: il sogno, Anima latina e dal singolo La canzone del sole/Anche per te (le due tracce saranno successivamente inserite nella riedizione del 2007 di Umanamente uomo: il sogno).

## Tracce
Tutti i brani sono di Mogol e Lucio Battisti

### Disco 1
1. La canzone del sole - 5:23
2. Due mondi - 5:11
3. La luce dell'est - 6:18
4. Sognando e risognando - 5:17
5. Il mio canto libero - 5:06
6. Prendi fra le mani la testa - 3:55
7. E penso a te - 4:18
8. Gente per bene e gente per male - 4:46
9. I giardini di marzo - 5:33
10. Gli uomini celesti - 5:05
11. Luci-ah - 4:47
12. Le allettanti promesse - 5:10
13. Confusione - 4:30
14. La canzone della terra - 5:31

### Disco 2
1. La collina dei ciliegi - 4:58
2. L'aquila - 4:24
3. Il leone e la gallina - 3:32
4. Innocenti evasioni - 3:48
5. Vento nel vento - 3:24
6. Il salame - 3:38
7. Io vorrei... non vorrei... ma se vuoi - 4:35
8. Questo inferno rosa - 6:52
9. Il nostro caro angelo - 4:13
10. Anima latina - 6:36
11. Ma è un canto brasileiro - 5:21
12. Comunque bella - 3:53
13. Io gli ho detto no - 4:20
14. Umanamente uomo: il sogno - 3:24
15. La nuova America - 2:49
16. Anche per te - 4:30

## Formazione
- Lucio Battisti - chitarra elettrica, voce, chitarra acustica, chitarra 12 corde, pianoforte, wah wah, chitarra classica, mandolino, chitarra hawaiana, güiro, tastiera
- Massimo Luca - chitarra elettrica, chitarra acustica, chitarra a 6 corde, chitarra 12 corde, chitarra, chitarra classica
- Eugenio Guarraia - chitarra elettrica
- Angel Salvador - basso
- Tony Cicco - batteria, percussioni, cori, violino, viola, violoncello, ocarina
- Dario Baldan Bembo - organo Hammond, pianoforte, pianoforte elettrico
- Mario Lavezzi - cori, violino, viola, violoncello, ocarina, chitarra, timpani
- Oscar Prudente - cori, violino, viola, violoncello, ocarina
- Babelle Douglas - cori, violino, viola, violoncello, ocarina
- Barbara Michelin - cori, violino, viola, violoncello, ocarina
- Sara - cori, violino, viola, violoncello, ocarina
- Gian Piero Reverberi - ascolto in regia, archi, tamburello, pianoforte, organo Hammond, minimoog, synth, archi elettronici
- Gianni Dall'Aglio - batteria
- Guido Guglielminetti - basso
- Bruno Longhi - basso
- Alberto Radius - chitarra elettrica, cori
- Reginaldo Ettore - campane sarde
- Gabriele Lorenzi - organo Hammond, minimoog
- Vince Tempera - pianoforte
- Pierluigi Mucciolo - tromba, trombone
- Bob Callero - basso
- Mara Cubeddu - cori, voce
- Wanda Radicchi - cori
- Ares Tavolazzi - basso
- Claudio Maioli - tastiera, pianoforte
- Gneo Pompeo - sintetizzatore, Fender Rhodes, archi elettronici
- Franco Lo Previte - batteria, percussioni
- Tony Esposito - percussioni
- Karl Potter - percussioni
- Pippo Colucci - tromba
- Gianni Bogliano - trombone
- Claudio Pascoli - flauto, ance